# Зла-Колата
Зла-Колата (чорн. Зла Колата, Zla Kolata, алб. Kolata e Keq) — вершина заввишки 2534 м на кордоні Чорногорії і Албанії у гірському масиві Проклєтіє. Зла-Колата є найвищою вершиною Чорногорії.

## Фізико-географічна характеристика

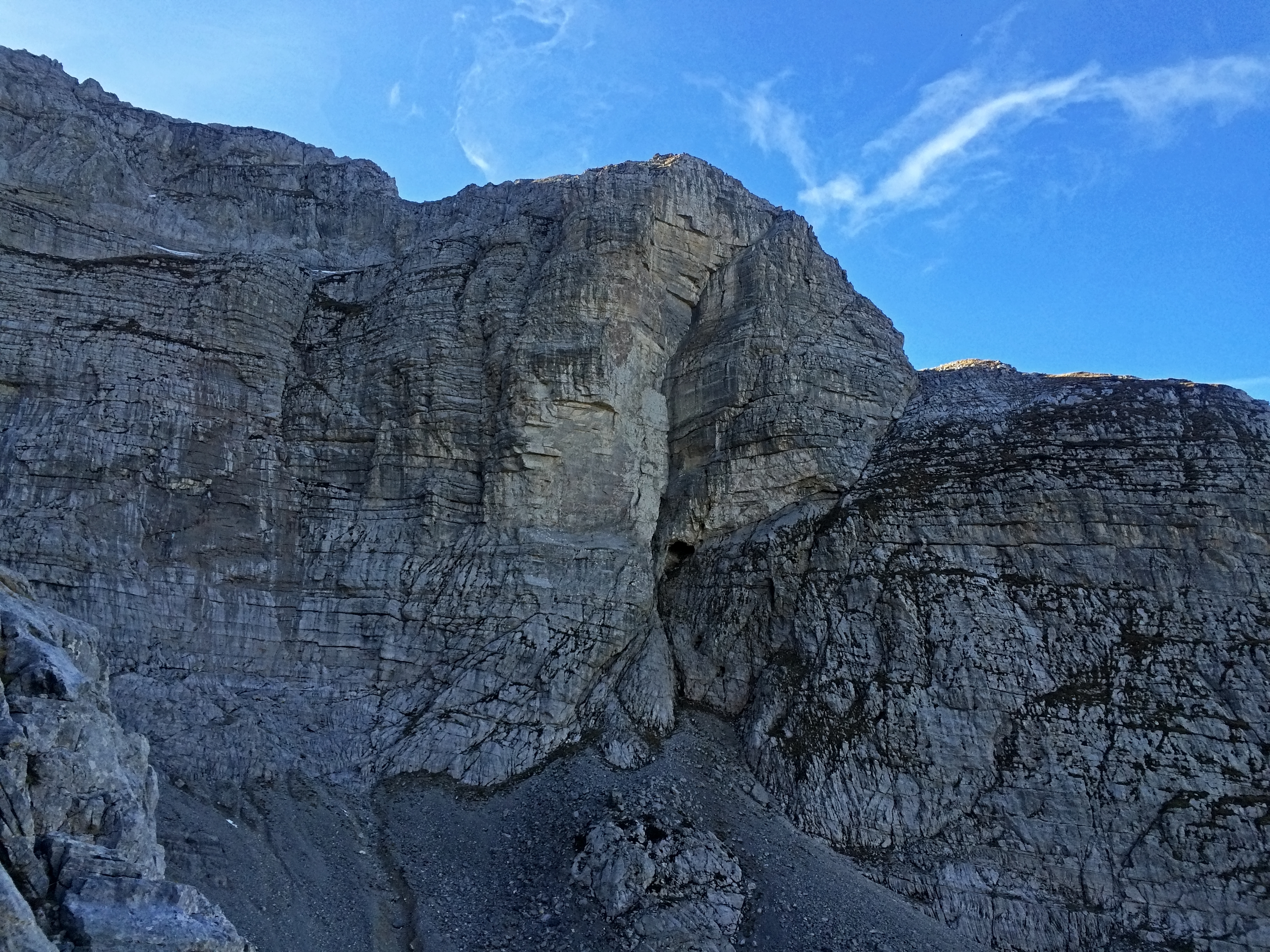
Північна стіна вершини Зла-Колата

Зла-Колата розташована на кордоні Чорногорії і Албанії. З боку Албанії, вершина лежить в окрузі Тропоя в області Кукес. На стороні Албанії найближчий населений пункт — місто Валбона, розташоване в 4 км на південний схід, на боці Чорногорії — місто Гусиньє в 10 км на захід. Гусиньє зазвичай є стартовою точкою для сходження на гору.
Зла-Колата є другою по висоті вершиною в масиві Колата, чия найвища точка — вершина Мая-Колата (Maja e Kollatës, або чорногор. Ravna Kolata) з висотою 2552 м, але вона цілком розташована на території Албанії приблизно в одному кілометрі на південь від кордону. Зла-Колата розташована на гребені масиву на північ від річки Валбонаталс (Valbonatals).
Назва вершини означає «Погана (Зла) Колата». Друга вершина, «Гарна (Добра) Колата» (чорногор. Kolata Dobra) лежить лише в 100 м на північний схід від Злої-Колати, і є другою за висотою вершиною Чорногорії з висотою 2526 м. Вершини розділені сідловиною з висотою 2416 м. Таким чином, другу вершину зазвичай не виділяють у самостійну, адже її відносна висота складає лише 110 м.
Інколи найвищою вершиною Чорногорії називають вершину Боботов-Кук з висотою 2523 м над рівнем моря в масиві Дурмітор. Частково це пов'язано з тим, що, на відміну від Злої-Колати, вершина цілком розташована на території Чорногорії, а також з можливою неточністю більше ранніх вимірів висоти вершини Зла-Колата. Проте виміри висоти, зроблені альпіністами, показали, що вершина Зла Колата вища на 11 м.

## Охорона природи
У 2009 році уряд Чорногорії оголосив про створення національного парку Проклєтіє, що включає територію гірського масиву і прилеглих до нього територій. Вершини Зла-Колата і Добра-Колата також увійшли до складу парку.

## Події
У серпня 2012 року двоє чеських альпіністів загинули при спробі сходження на вершину Зла-Колата, впавши з висоти близько 400 м.

### Ресурси Інтернету
- Zla Kolata (англ.). peakware.com. Архів оригіналу за 12 квітня 2015. Процитовано 12 квітня 2015.
- Zla Kolata (англ.). peakery.com. Архів оригіналу за 21 травня 2015. Процитовано 12 квітня 2015.